# Blepharis affinis
Blepharis affinis är en akantusväxtart som beskrevs av Gustav Lindau. Blepharis affinis ingår i släktet Blepharis och familjen akantusväxter. Inga underarter finns listade i Catalogue of Life.